# Abteilung für Waffenentwicklung der Zentralen Militärkommission
Die Abteilung für Waffenentwicklung der Zentralen Militärkommission (chinesisch 中央軍事委員會裝備發展部 / 中央军事委员会装备发展部, Pinyin Zhōngyāng Jūnshì Wěiyuánhuì Zhuāngbèi Fāzhǎn Bù) koordiniert seit dem 7. Januar 2016 die Entwicklung von Waffensystemen für alle Teilstreitkräfte der Volksbefreiungsarmee, testet sie und leitet gegebenenfalls ihre Beschaffung in die Wege. Außerdem ist diese Dienststelle für die Anmeldung von wehrtechnisch relevanten Patenten zuständig. Auch das Büro für bemannte Raumfahrt ist dort angesiedelt. Leiter der Abteilung ist seit Oktober 2022 General der Luftwaffe Xu Xueqiang (许学强, * 1962).

## Geschichte

### Hauptzeugamt der Volksbefreiungsarmee
Die Vorläuferorganisation der Abteilung für Waffenentwicklung war das im April 1998 eingerichtete Hauptzeugamt der Volksbefreiungsarmee (中国人民解放军总装备部, Pinyin Zhōnggúo Rénmín Jiěfàngjūn Zǒng Zhuāngbèibù), das ebenfalls der – damals anders strukturierten – Zentralen Militärkommission unterstand. Die Aufgabe jener Behörde war primär die Überprüfung und ständige Überwachung des Ausgabenverhaltens der einzelnen Truppenteile für Ausrüstung sowie eine sorgfältige Rechnungsprüfung. Korruption war damals ein großes Problem in der Volksbefreiungsarmee.
Außerdem war das Hauptzeugamt für die langfristige Planung von Beschaffungsvorhaben zuständig, für die Qualitätskontrolle der militärischen Ausrüstung und für den Umgang mit für die Landesverteidigung wichtigen Patenten.
Damals unterstanden nicht nur das Kernwaffentestgelände Lop Nor, die Waffenprüfzentren in Baicheng und Huayin und das Prüfzentrum für elektronische Ausrüstung in Luoyang dem Hauptzeugamt, sondern auch die gesamte Raumfahrt, von den Kosmodromen über das Satellitenkontrollzentrum Xi’an bis zum Büro für bemannte Raumfahrt und dem Raumfahrerkorps der Volksbefreiungsarmee. Außerdem betrieb das Hauptzeugamt noch die Akademie für ABC-Abwehr (中国人民解放军防化研究院) in Changping, Peking, die Akademie für Ausrüstungswesen der Volksbefreiungsarmee in Huairou, ebenfalls Peking, die Akademie der Panzertruppe (中国人民解放军装甲兵学院) in Fengtai, Peking, und die Akademie für militärischen Maschinenbau (中国人民解放军军械工程学院) in Wuhan.
In den 18 Jahren seines Bestehens hatte das Hauptzeugamt der Volksbefreiungsarmee folgende Leiter:
| General Cao Gangchuan (曹刚川) | * 1935 | April 1998 – November 2002      |
| General Li Jinai (李继耐)      | * 1942 | November 2002 – September 2004  |
| General Chen Bingde (陈炳德)   | * 1941 | September 2004 – September 2007 |
| General Chang Wanquan (常万全) | * 1949 | September 2007 – Oktober 2012   |
| General Zhang Youxia (张又侠)  | * 1950 | Oktober 2012 – Januar 2016      |

### Tiefgreifende Reform der Landesverteidigung und des Militärs
Das Hauptzeugamt der Volksbefreiungsarmee war 1998 eigentlich gegründet worden, um der immer weiter um sich greifenden Korruption unter Jiang Zemin Herr zu werden. Da jedoch die Zuständigkeiten nicht klar definiert waren – niemand wusste, was zu tun war, wer es tun sollte und bis zu welchem Grad es getan werden sollte – und es außerdem in vielen Teilbereichen an festgeschriebenen Standards für die Begutachtung und Erprobung von Waffensystemen mangelte, waren willkürliche, durch Gefälligkeiten erkaufte Entscheidungen an der Tagesordnung, und zwar in allen Phasen des Beschaffungsprozesses, von Forschung und Entwicklung über Erprobung und Abnahme bis zum Ankauf. Daher wurde das Hauptzeugamt im November 2015 im Rahmen der Tiefgreifenden Reform der Landesverteidigung und des Militärs aufgelöst, wobei das Hauptziel zunächst das Aufbrechen von alten Strukturen und Netzwerken war.
Die Zuständigkeit für die Kosmodrome, das Satellitenkontrollzentrum Xi’an, die Bahnverfolgungsschiffsbasis Jiangyin und das Forschungsinstitut für Bahnverfolgungs- und Kommunikationstechnik ging an die Hauptabteilung Satellitenstarts, Bahnverfolgung und Steuerung der zum 1. Januar 2016 neu gegründeten Strategischen Kampfunterstützungstruppe der Volksrepublik China, das Raumfahrtkontrollzentrum Peking ging an die Hauptabteilung Raumfahrt der neuen Teilstreitkraft.
Als Ersatz für die Kernaufgaben des Hauptzeugamts wurde bei der Zentralen Militärkommission die Abteilung für Waffenentwicklung eingerichtet, beauftragt mit der langfristigen Planung der Entwicklung und Beschaffung von Waffensystemen für alle Teilstreitkräfte, der Durchführung von Tests und Begutachtungen in der Entwicklungsphase sowie dem Ankauf der Waffensysteme. Die bemannte Raumfahrt blieb zunächst geschlossen bei der neuen Abteilung für Waffenentwicklung. Bei einer weiteren Umstrukturierung im ersten Halbjahr 2017 wanderte das Raumfahrerkorps der Volksbefreiungsarmee dann zur Hauptabteilung Raumfahrt der Strategischen Kampfunterstützungstruppe.
Die Militärakademien des Hauptzeugamts wurden auf die Teilstreitkräfte verteilt.
Bei einem Empfang für die Abteilungsleiter der Zentralen Militärkommission am 11. Januar 2016 beschwor Xi Jinping den Geist der Gründerjahre, als die alten Koreakämpfer 1958 in die Wüste Gobi gezogen waren, um das Kosmodrom Jiuquan aufzubauen. Als wichtigste Aufgabe wurde die Aufstellung von festen Regeln und strikte Disziplin verordnet; selbst für die Familienangehörigen der Kader gab es Schulungen, um sie für Anzeichen von Korruption zu sensibilisieren. Während beim Hauptzeugamt die Erprobung der Waffensysteme in über das ganze Land verteilten Prüfzentren stattfand, wurde nun ein zentrales Büro für Erprobung und Begutachtung (试验鉴定局) am Sitz der ZMK in Peking geschaffen, das die Systeme nicht nur während des Beschaffungsvorgangs und bei Manövern erproben, sondern auch im regulären Dienstbetrieb ständig überwachen sollte, mit besonderem Augenmerk auf gute Handhabbarkeit und Abnutzungserscheinungen. Wenn bei einem Zulieferer Probleme bei Qualität, Geheimhaltung oder Geschäftsgebaren auftauchten, sollte die Zusammenarbeit frühzeitig beendet werden.

## Organisationsstruktur
Seit 2018 hat die Abteilung für Waffenentwicklung folgende Organisationsstruktur:
- Kanzlei (办公厅, Pinyin Bàngōngtīng)
- Büro für politische Arbeit (政治工作局, Pinyin Zhèngzhì Gōngzuò Jú)
- Büro für Gesamtplanung (综合计划局, Pinyin Zònghé Jìhuà Jú)
- Büro für die Überwachung von Verträgen (合同监管局, Pinyin Hétóng Jiānguǎn Jú)
- Büro für wissenschaftliche Forschung und die Erteilung von Lieferaufträgen (科研订购局, Pinyin Kēyán Dìnggòu Jú)
- Büro für IT-Systeme (信息系统局, Pinyin Xìnxī Xìtǒng Jú)
- Büro für Erprobung und Begutachtung (试验鉴定局, Pinyin Shìyàn Jiàndìng Jú)
- Büro für geistiges Eigentum in der Landesverteidigung (国防知识产权局, Pinyin Guófáng Zhīshì Chǎnquán Jú)
- Büro für rüstungstechnische Zusammenarbeit (装备技术合作局, Pinyin Zhuāngbèi Jìshù Hézuò Jú)
- Büro für die parlamentarischen Abgeordneten des Militärs (军事代表局, Pinyin Jūnshì Dàibiǎo Jú)
- Büro für bemannte Raumfahrt
- Chinesisches Raumfahrer-Ausbildungszentrum
- Kernwaffentestgelände Lop Nor
- Zentrum für die Prüfung von wehrtechnischen Patenten (国防专利审查中心, Pinyin Guófáng Zhuānlì Shěnchá Zhōngxīn)

## Beschaffungswesen
Die Abteilung für Waffenentwicklung hat ein sehr breites Spektrum an Militärausrüstung, mit der sie sich befasst. Von 10 mm Beanbag-Munition für die Abwehr von gewaltbereiten Demonstranten
über mobile Laserkommunikationssysteme
bis zu Su-35-Kampfflugzeugen und S-400-Flugabwehrraketen. Letztere Systeme wurden in Russland erworben, woraufhin das Außenministerium der Vereinigten Staaten die Abteilung für Waffenentwicklung und ihren Leiter Li Shangfu (damals noch Generalleutnant) im September 2018 auf der Basis des Countering America’s Adversaries Through Sanctions Act mit Sanktionen belegte. Besagte Sanktionen untersagen es der Abteilung für Waffenentwicklung, in den USA Finanztransaktionen zu tätigen – was diese sowieso nicht macht – und Amerikanern, mit der Abteilung in Geschäftsbeziehungen zu treten.
Damit sind amerikanische Wissenschaftler von einer Beteiligung an der von der Abteilung für Waffenentwicklung ab 2022 betriebenen modularen Raumstation ausgeschlossen.
Mit der Gründung der Abteilung für Waffenentwicklung im Rahmen der Tiefgreifenden Reform der Landesverteidigung und des Militärs war das Beschaffungsverfahren geändert worden. Ausschreibungen finden nun über eine von der Abteilung betriebene Webseite, dem „Informationsnetz für den Ankauf von Waffen und Ausrüstung für die gesamte Armee“ (全军武器装备采购信息网), öffentlich statt; nicht nur Staatsbetriebe, sondern auch private Firmen können Angebote einreichen. Zum einen soll mit diesem Schritt zu mehr Marktwirtschaft und Wettbewerb eine Verbesserung der Qualität und Senkung der Preise erreicht werden. Zum anderen ist das Ziel eine Verschmelzung des militärischen und zivilen Sektors (军民融合). Es soll möglichst viel Dual-Use-Technologie entwickelt werden, wie zum Beispiel Kohlenstofffaser-Werkstoffe, Informationssicherheit beim Cloud Computing, Hybridantriebe und erneuerbare Energien.
Um die Verschmelzung zu erleichtern, wird danach gestrebt, die Standards für Software etc. im militärischen und zivilen Sektor zu vereinheitlichen, was auch notwendig ist, um die integrierte, IT-gestützte Kriegsführung, die Zusammenarbeit von Heer, Luftwaffe und Marine zu erleichtern.
Als erster praktischer Schritt hierzu hob das Büro für geistiges Eigentum in der Landesverteidigung im März 2017 bei 2346 wehrtechnisch relevanten Patenten die Geheimhaltung auf und veröffentlichte sie auf dem Beschaffungsportal der Abteilung für Waffenentwicklung. Im April 2018 veröffentlichte das Büro dort 4038 weitere Patente, die die Bereiche Materialwissenschaft und Werkstofftechnik, Messtechnik, Radaraufklärung, Satellitennavigation und Kommunikationstechnik betreffen.
Bei den verschiedenen Teilstreitkräften wird nach Möglichkeit die gleiche Ausrüstung verwendet – Heer und Marine verwenden dieselben Schlauchboote –
wobei die Truppe in den Entwicklungs- und Beschaffungsprozess einbezogen werden soll. Zwangsläufige Unterschiede bei der Ausrüstung gibt es aufgrund der klimatischen Besonderheiten zwischen den fünf neuen Kriegszonen (Ost, West, Nord, Süd, Mitte). Hier ist die Abteilung für Waffenentwicklung dafür verantwortlich, das jeweils nötige Material rechtzeitig und auf Vorrat zu beschaffen und den Einheiten zuzuweisen.

## Großprojekte

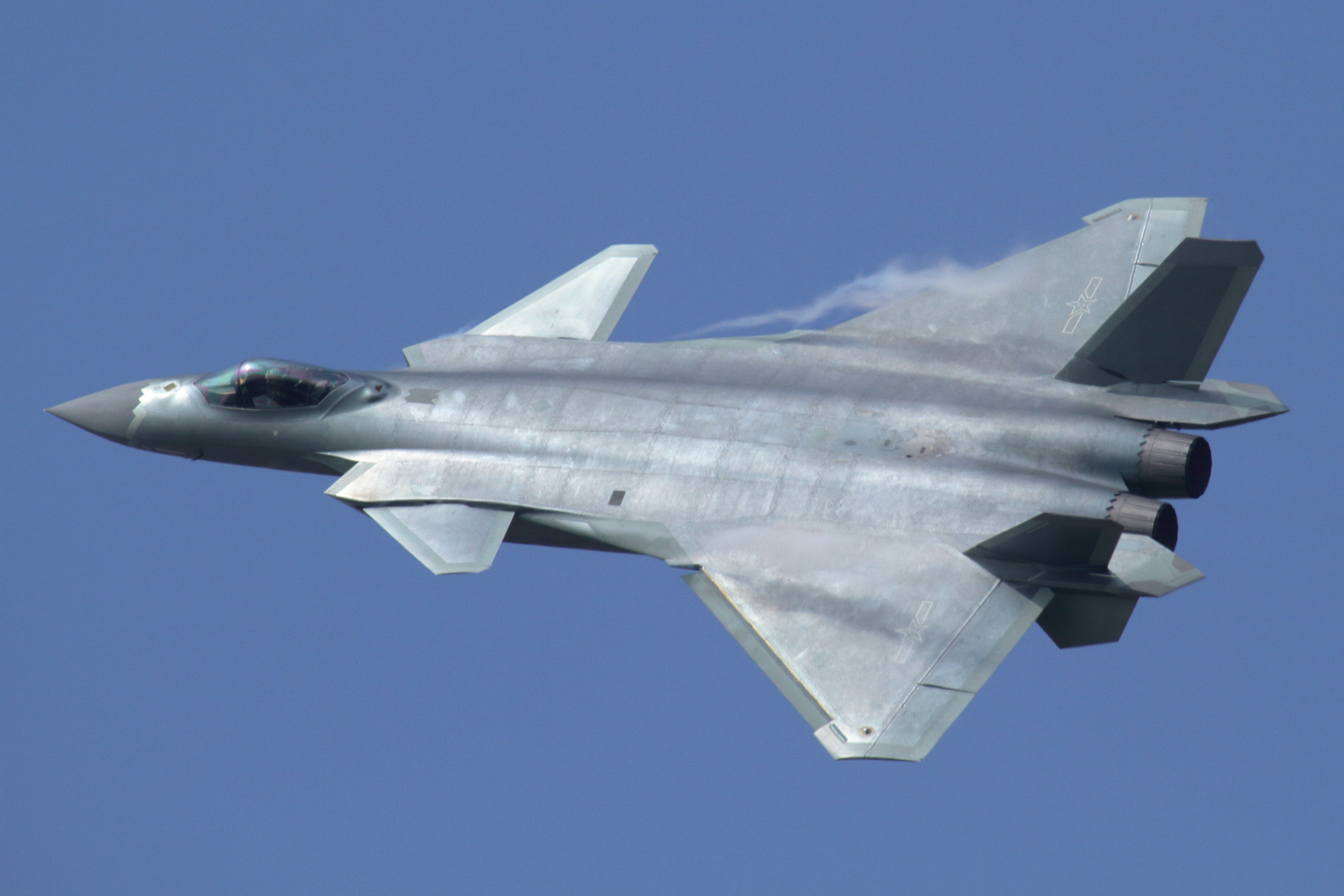
Jagdflugzeug J-20

- Flugzeugträger 001A (Indienststellung 17. Dezember 2019)
- Tarnkappen-Jagdflugzeug J-20 (Indienststellung 9. März 2017)
- Transporthubschrauber Z-20 (Indienststellung 1. Oktober 2019)[17][18]
- Amphibisches Hubschrauber-Angriffsschiff 075 (Indienststellung 23. April 2021)[19]
- Chinesische Raumstation (Indienststellung 24. Februar 2023)[20]

Die Entwicklung des Bemannten Raumschiffs der neuen Generation und der für bemannte Mondmissionen gedachten Trägerrakete Langer Marsch 10 wird von der Abteilung für Waffenentwicklung begleitet – am 9. Oktober 2019 bestand der Abschlussbericht der Vorplanungen für letzteres Projekt das Prüfverfahren bei der Abteilung – sie sind jedoch noch nicht offizieller Teil des Bemannten Raumfahrtprogramms der Volksrepublik China.